# Shōfuku-ji (Higashimurayama)

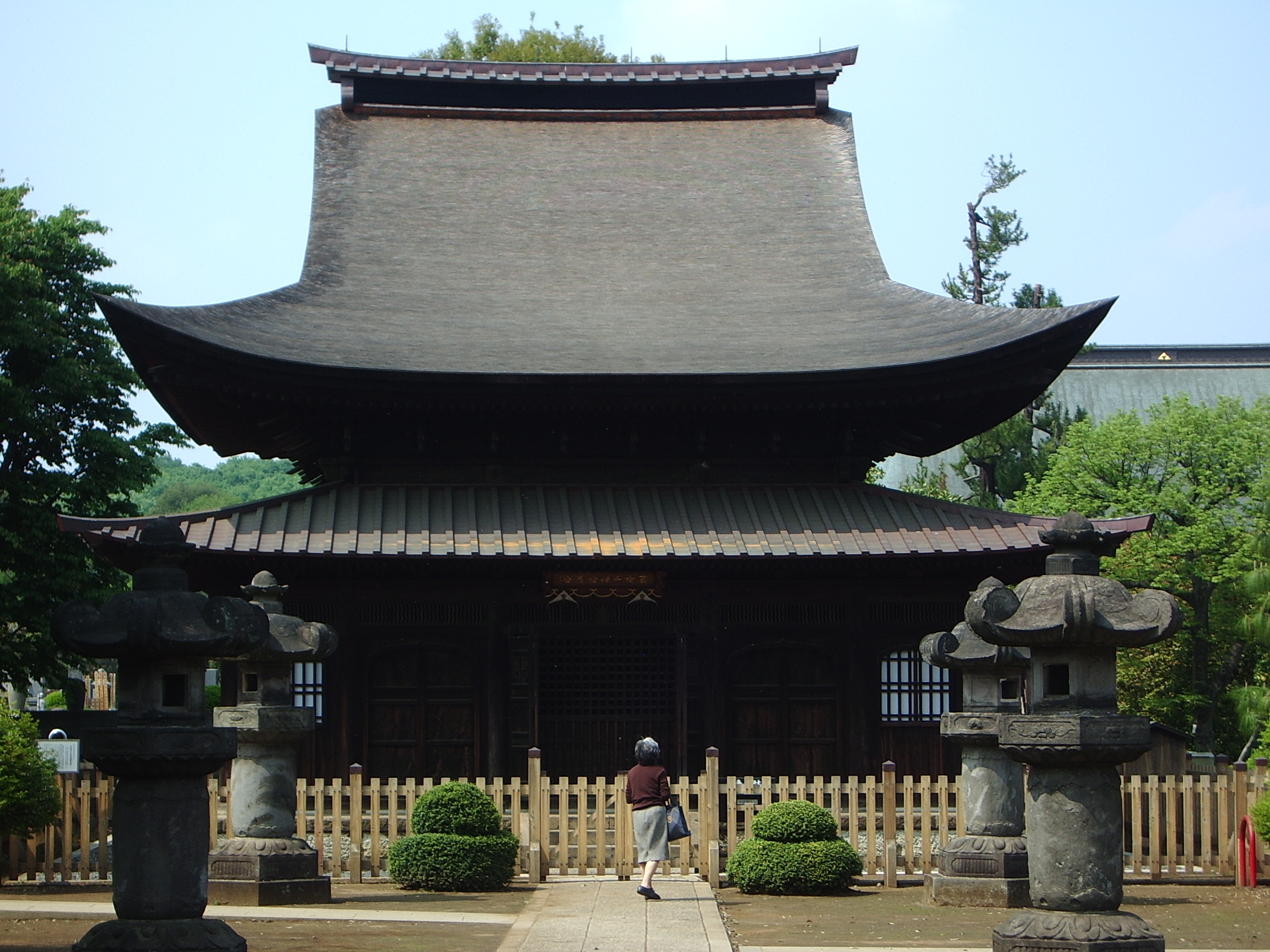
Haupthalle

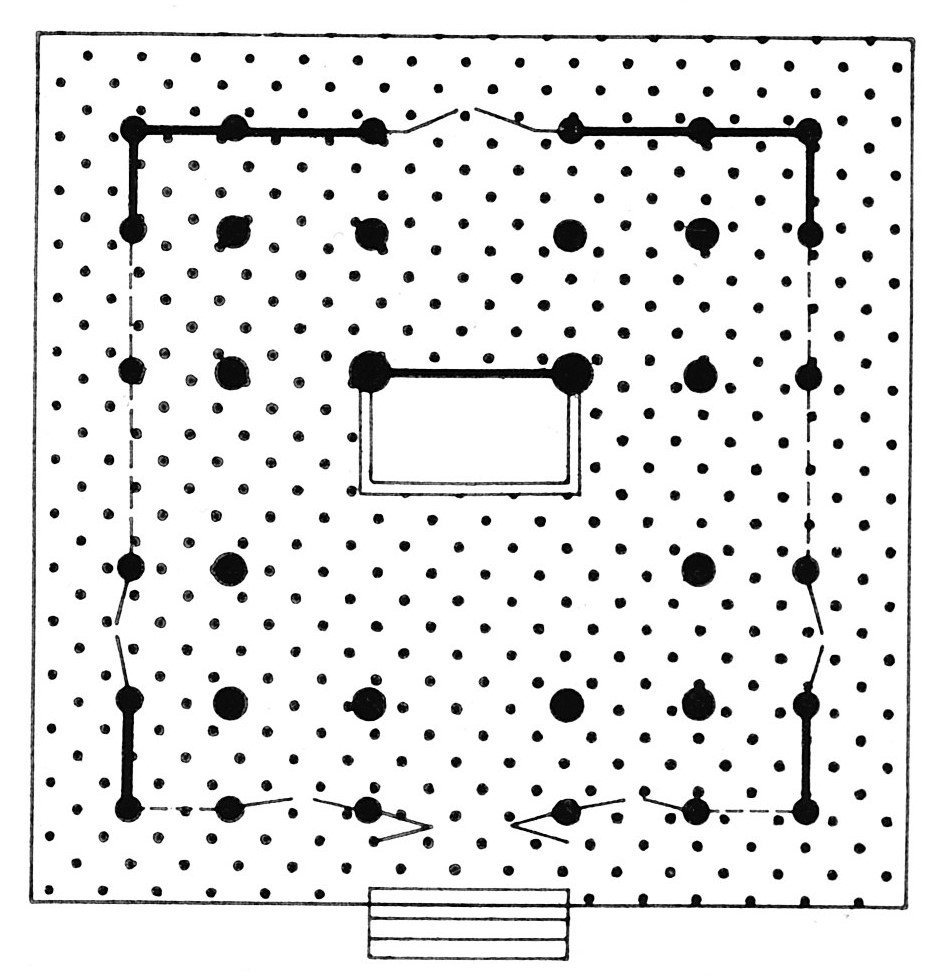
Grundriss, 8,5 × 8,5 m

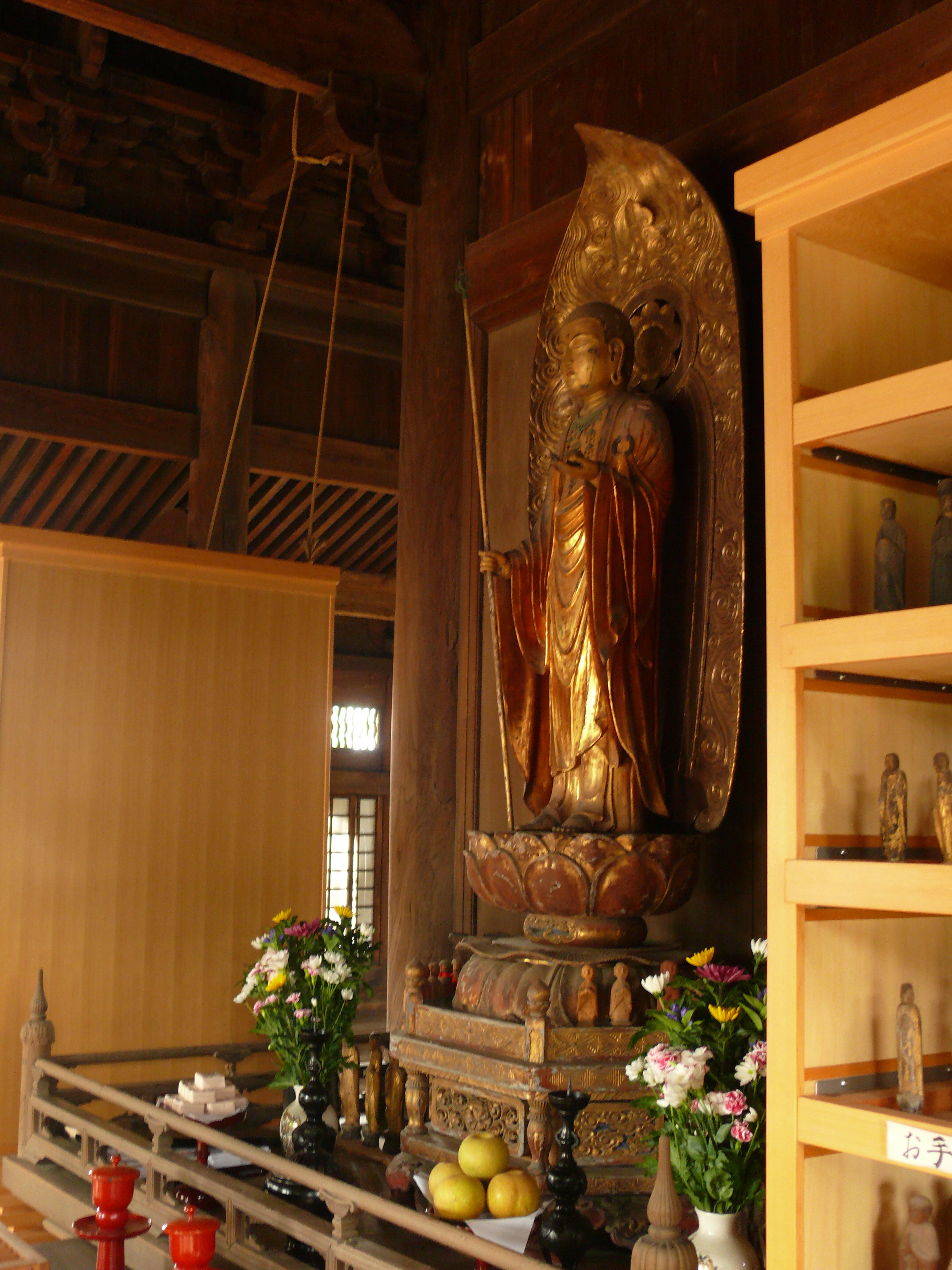
Der Kshitigarbha

Der Shōfuku-ji (japanisch 正福寺) ist ein Tempel der Rinzai-Richtung des Zen-Buddhismus in der Stadt Higashimurayama in der Präfektur Tokio.

## Geschichte
Der Tempel gehört zum Kenchō-ji in Kamakura, seit der mittleren Kamakura-Zeit wird über ihn berichtet. Bei der Restaurierung 1934 wurde im Dach die Jahresangabe „Ōei 14“, also 1407, gefunden: das heutige Gebäude stammt also aus der Muromachi-Zeit. Der Tempel ist einer der „Sieben Hallen von Musashi“ (武蔵七堂) und ist als Begräbnistempel (菩提寺) des Murayama-Klans überliefert. So befindet sich im Tempel eine Tafel, die auf Murayama Tosa-no-kami Yoshimitsu (村上土佐守義光; gest. 1333) hinweist. Auch soll eine Steinpagode auf dem Friedhof hinter dem Tempel sein Grab markieren.

## Die Anlage
Das Hauptgebäude des Tempels wird auch Sentai Jizō-dō (千体地蔵堂) genannt. Das Gebäude ist ein klassisches Beispiel für die Zen-Architektur und ist als Nationalschatz registriert. Das Gebäude hat einen quadratischen Grundriss, besitzt über einem schmalen Saumdach, das mit Kupferplatten gedeckt ist, ein steiles, mit Schindeln gedecktes, Fußwalmdach. Die Fenster sind typischerweise glockenförmig als „Katō-Fenster“ (火燈窓 auch 加藤窓, -mado) gestaltet, der Boden ist, wie bei Zen-Tempeln häufig, unbelegt.

## Schätze des Tempels
Verehrt wird der heilige Jizō (地蔵菩薩, Jizō bosatsu), auf einem Lotos-Basis stehend und mit einem schiffsförmigen Strahlenkranz im Rücken. In der linken Hand hält er eine Schatzperle (宝珠, Hōju), in der rechten einen mit einem Schmuck bekrönten Stab, Shakujō (鍚杖) genannt. Weiter befindet sich dort eine große Gruppe (千体 = 1000 Figuren) von 10 bis 30 cm großen, hölzernen Jizō, die gestiftet und in Regalen rechts und links vom Altar aufgestellt wurden. Auf deren Rückseite ist der Name des Stifters und das Stiftungsdatum eingetragen. Die Stifter kamen aus Orten der Umgebung wie Tozawa, Kokubunji, Koganei, vor allem aus den Jahren 1714 bis 1729. Das Stifterbuch (御開帳, Gokaichō) wird zweimal im Jahr, am 14. August und am 24. September, geöffnet.

## Bilder

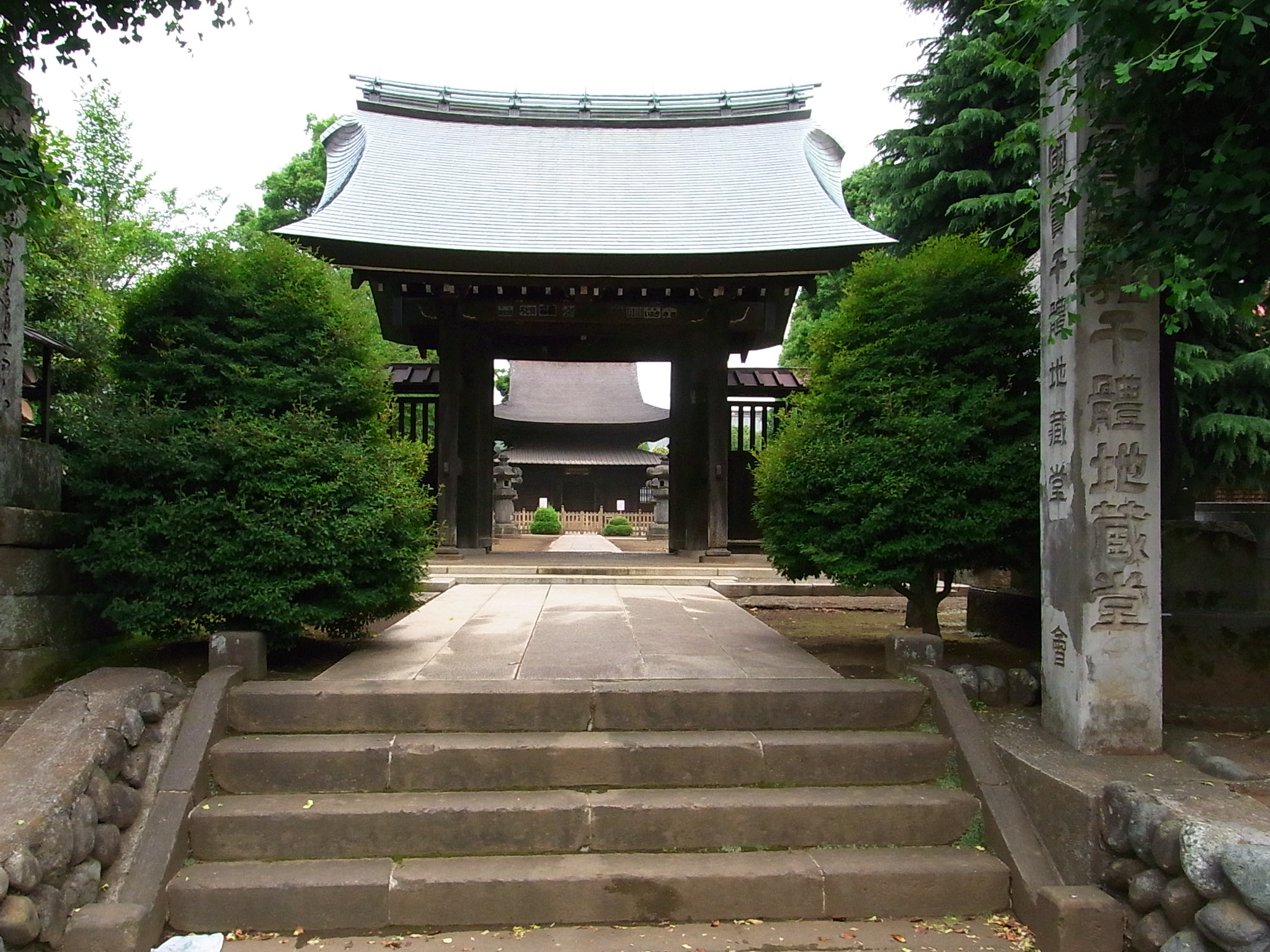
Tor zum Tempel
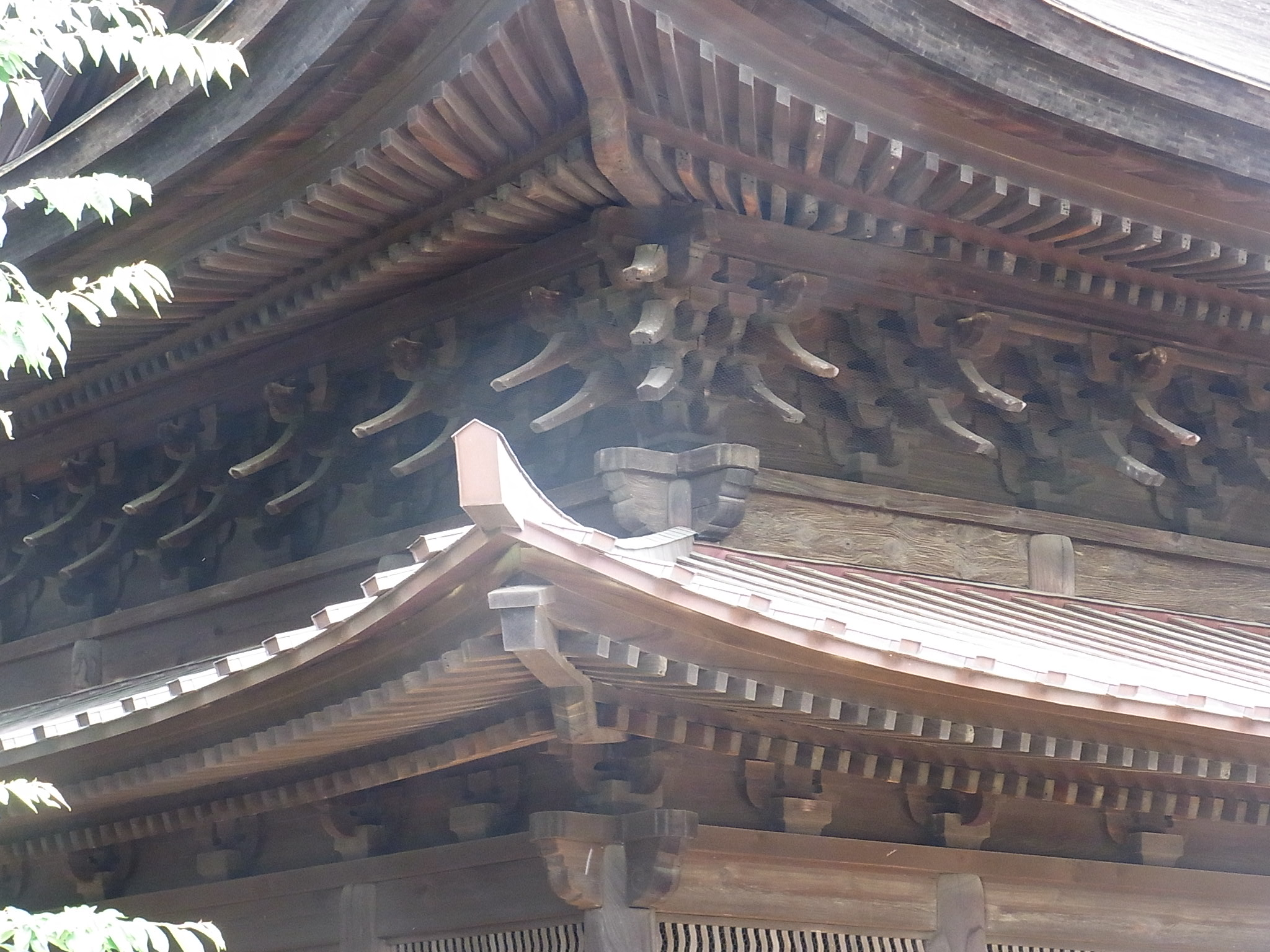
Dachecke
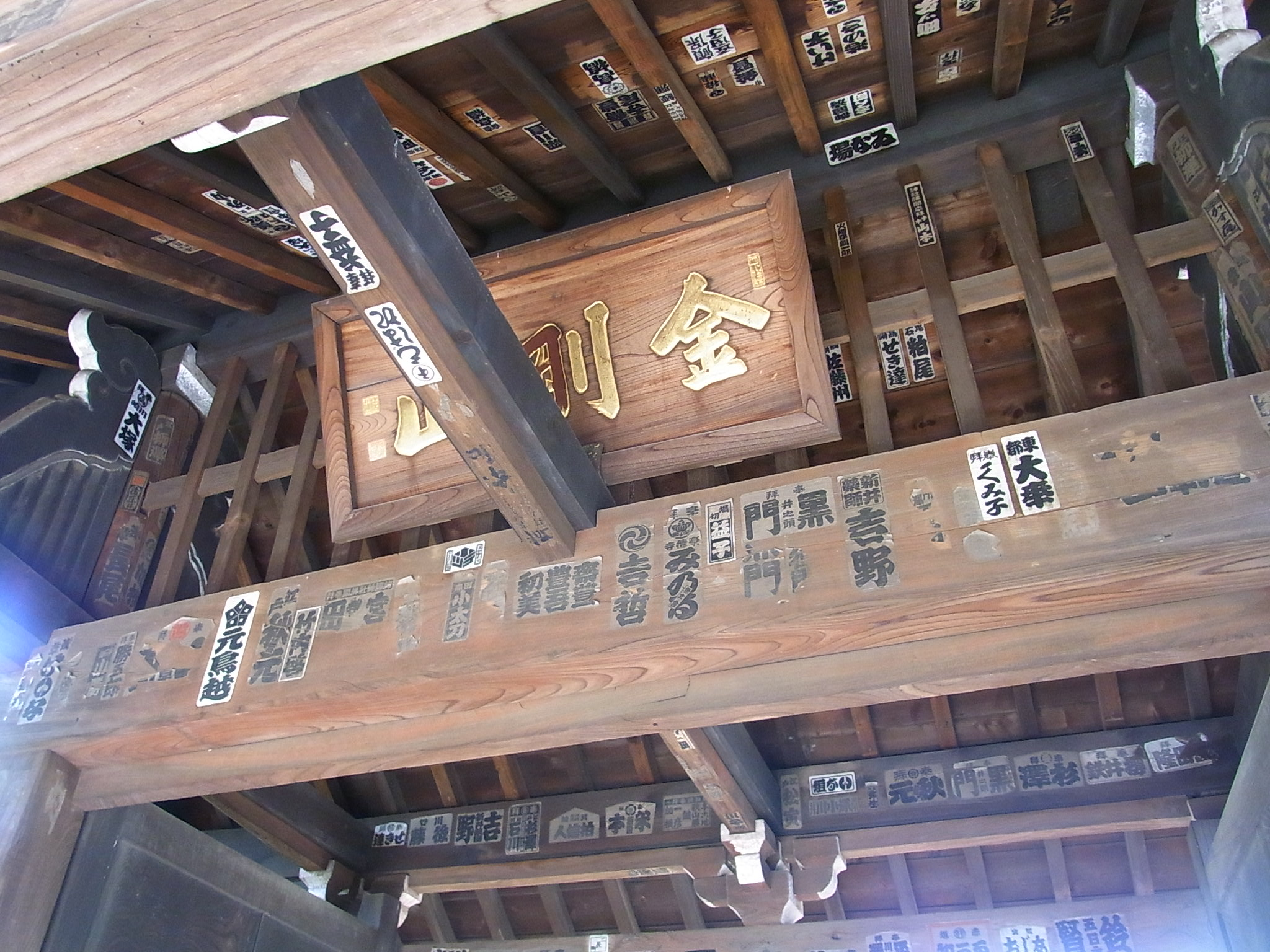
Blick Innen, hin zum Dach
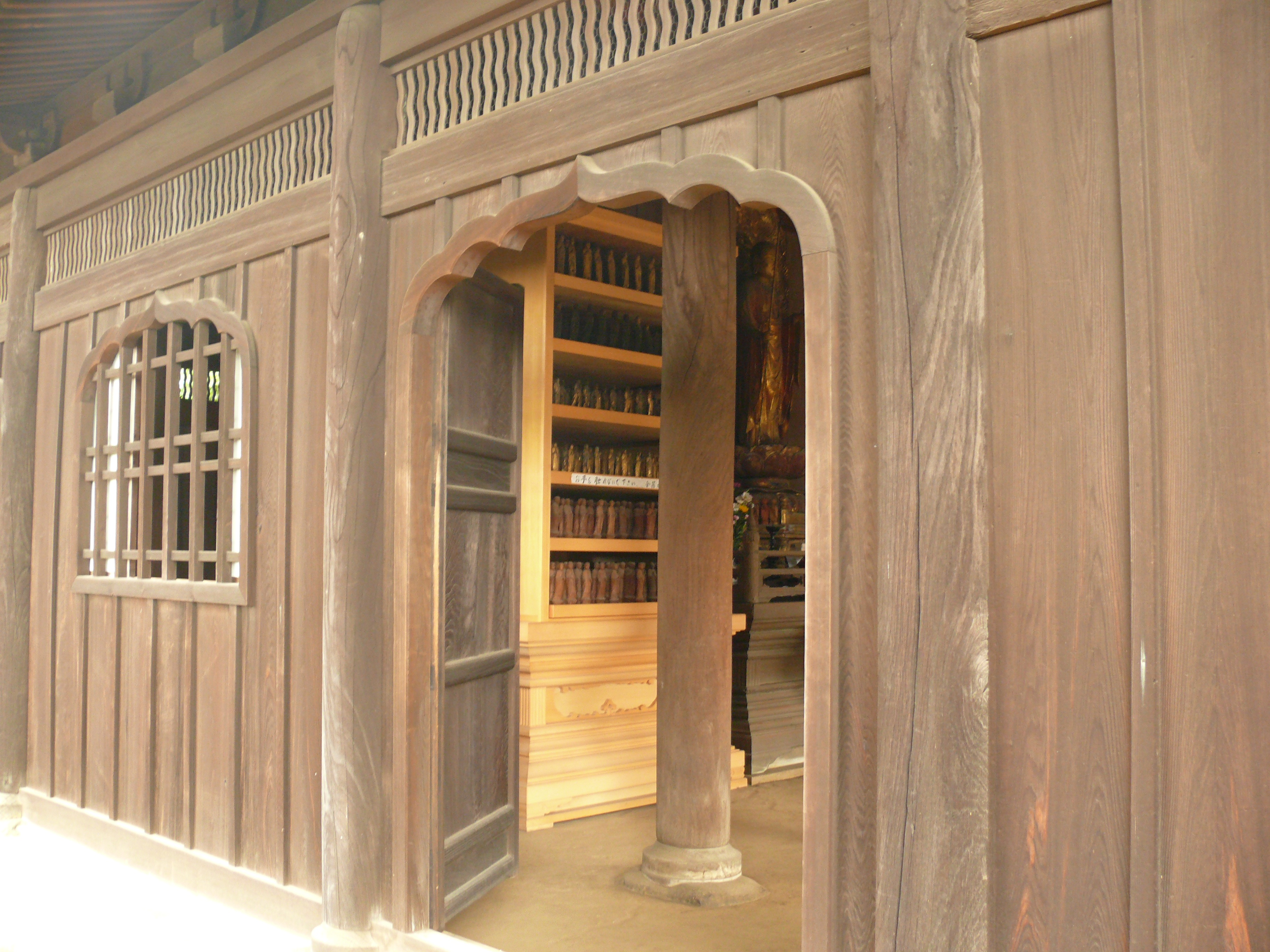
Inneres